# 2016-os MotoGP holland nagydíj
A 2016-os MotoGP holland nagydíjat június 24. és 26. között rendezték. Ez volt az első vasárnapi asseni verseny, melyben minden kategóriában új győztest avattak. A MotoGP-t Jack Miller, a Moto2-t Nakagami Takaaki, míg a Moto3-at Francesco Bagnaia nyerte meg.

## MotoGP

### Időmérő
A MotoGP időmérőjét június 25-én, délután rendezték esős körülmények között. A pole-pozíciót Andrea Dovizioso szerezte meg Valentino Rossi és Scott Redding előtt.
| MotoGP időmérő        | MotoGP időmérő | MotoGP időmérő   | MotoGP időmérő | MotoGP időmérő | MotoGP időmérő | MotoGP időmérő |
| Helyezés              | Rajtszám       | Versenyző        | Motor          | Q1             | Q2             | Körök          |
| --------------------- | -------------- | ---------------- | -------------- | -------------- | -------------- | -------------- |
| 1.                    | 04             | Andrea Dovizioso | Ducati         |                | 1:45,246       | 7              |
| 2.                    | 46             | Valentino Rossi  | Yamaha         |                | 1:45,961       | 7              |
| 3.                    | 45             | Scott Redding    | Ducati         |                | 1:46,312       | 7              |
| 4.                    | 93             | Marc Márquez     | Honda          |                | 1:46,430       | 5              |
| 5.                    | 35             | Cal Crutchlow    | Honda          |                | 1:46,568       | 7              |
| 6.                    | 68             | Yonny Hernández  | Ducati         | 1:48,535       | 1:46,828       | 7              |
| 7.                    | 44             | Pol Espargaró    | Yamaha         | 1:48,482       | 1:46,997       | 6              |
| 8.                    | 41             | Aleix Espargaró  | Suzuki         |                | 1:47,118       | 7              |
| 9.[1]                 | 29             | Andrea Iannone   | Ducati         |                | 1:47,567       | 6              |
| 10.                   | 9              | Danilo Petrucci  | Ducati         |                | 1:47,601       | 6              |
| 11.                   | 99             | Jorge Lorenzo    | Yamaha         |                | 1:47,897       | 7              |
| 12.                   | 25             | Maverick Viñales | Suzuki         |                | 1:48,415       | 7              |
| 13.                   | 8              | Héctor Barberá   | Ducati         | 1:48,830       |                | 7              |
| 14.                   | 38             | Bradley Smith    | Yamaha         | 1:48,909       |                | 7              |
| 15.                   | 19             | Álvaro Bautista  | Ducati         | 1:49,163       |                | 7              |
| 16.                   | 26             | Dani Pedrosa     | Honda          | 1:49,364       |                | 7              |
| 17.                   | 50             | Eugene Laverty   | Ducati         | 1:49,678       |                | 7              |
| 18.                   | 6              | Stefan Bradl     | Aprilia        | 1:49,685       |                | 7              |
| 19.                   | 43             | Jack Miller      | Honda          | 1:49,775       |                | 8              |
| 20.                   | 53             | Tito Rabat       | Honda          | 1:49,779       |                | 8              |
| 21.                   | 51             | Michele Pirro    | Ducati         | 1:50,204       |                | 7              |
| HIVATALOS VÉGEREDMÉNY |                |                  |                |                |                |                |

Megjegyzés:
- ↑ 1:  Andrea Iannonénak büntetése értelmében az utolsó helyről kellett rajtolnia.

### Futam
A MotoGP futamát június 5-én, délután rendezték esős körülmények között. A vizesnek minősített verseny rajtját a harmadik helyről induló Redding kapta el a legjobban, de a brit az első kanyarban kisodródott és visszaesett a mezőny sűrűjébe. Így Rossi vette át a vezetést Doviziosótol, majd a két versenyző kissé ellépett a mezőnytől. Hatalmas versenyt futott a hatodik helyről induló de a rajtot elrontó Hernández aki a tizedik helyről egerészte fel magát a harmadik helyre, majd a harmadik körben át is vette a vezetést. A vizes pályán jól ment Petrucci és Iannone is, ellenben Viñalesszel és Lorenzóval, akik mellett sorban mentek el a versenyzők, hamar a pontszerző helyeken kívül találták magukat. Féltávnál az újból eleredő eső megtréfálta Hernándezt, aki bukott és később fel kellett adnia a versenyt, így a Rossit megelőző Dovizioso vette át a vezetést. Az élen haladó párosra megérkezett Petrucci és Redding is, sőt az olasz még a vezetést is átvette. Azonban a 15. körben az eső intenzitása miatt félbeszakították a versenyt, így Petrucci előzése már nem számított. Az újraindítás után az eső sok versenyzőn kifogott, Crutchlow és Pedrosa már az első körben kicsúsztak, majd Petrucci motorja egyszerűen leállt, az olasz nem tudta folytatni a versenyét. Ez után következtek a drámák, Dovizioso a második helyről csúszott ki később a gumikat hibáztatva. Érdeket statisztika, hogy egyetlen kategória pole-pozíciósa sem úszta meg bukás nélkül a versenyen. A következő körben Rossi is bukott az élről, és igyekezete ellenére nem tudott visszaállni a versenybe. Így Márquez találta magát az élen, akit Miller üldözött. 8 körrel a leintés előtt az ausztrál átvette a vezetést, hiszen Márquez inkább a biztos második helyért hajtott. Őrült versenyt hozoktt az első vasárnap rendezett TT, amely egyben a MotoGP 250. nagydíja is volt, melyen tehát Jack Miller az első királykategóriás győzelmét aratta. Az Marc VDS Racing diadala volt az első nem gyári (azaz szatellit) futamgyőzelem a MotoGP-ben a 2006-os estorili futam óta. Miller mögött Márquez és az utolsó körökben előző Redding végzett, megelőzve Pol Espargarót, Iannonét és Héctor Barberát.
| Helyezés              | Rajtszám | Versenyző        | Csapat  | Körök | Idő/Különbség | Rajthely | Pont |
| --------------------- | -------- | ---------------- | ------- | ----- | ------------- | -------- | ---- |
| 1.                    | 43       | Jack Miller      | Honda   | 26    | 48:48,102     | 18       | 25   |
| 2.                    | 93       | Marc Márquez     | Honda   | 26    | +1,991        | 4        | 20   |
| 3.                    | 45       | Scott Redding    | Ducati  | 26    | +5,906        | 3        | 16   |
| 4.                    | 44       | Pol Espargaró    | Yamaha  | 26    | +9,812        | 7        | 13   |
| 5.                    | 29       | Andrea Iannone   | Ducati  | 26    | +17,835       | 21       | 11   |
| 6.                    | 8        | Héctor Barberá   | Ducati  | 26    | +18,692       | 12       | 10   |
| 7.                    | 50       | Eugene Laverty   | Ducati  | 26    | +22,605       | 16       | 9    |
| 8.                    | 6        | Stefan Bradl     | Aprilia | 26    | +23,603       | 17       | 8    |
| 9.                    | 25       | Maverick Viñales | Suzuki  | 26    | +26,148       | 11       | 7    |
| 10.                   | 99       | Jorge Lorenzo    | Yamaha  | 26    | +27,604       | 10       | 6    |
| 11.                   | 53       | Tito Rabat       | Honda   | 26    | +1:21,830     | 19       | 5    |
| 12.                   | 26       | Dani Pedrosa     | Honda   | 26    | +1:54,369     | 15       | 4    |
| 13.                   | 38       | Bradley Smith    | Yamaha  | 23    | +3 kör        | 13       | 3    |
| Ki                    | 19       | Álvaro Bautista  | Aprilia | 25    | Kicsúszás     | 14       |      |
| Ki                    | 51       | Michele Pirro    | Ducati  | 17    | Kicsúszás     | 20       |      |
| Ki                    | 46       | Valentino Rossi  | Yamaha  | 15    | Kicsúszás     | 2        |      |
| Ki                    | 41       | Aleix Espargaró  | Suzuki  | 15    | Kicsúszás     | 8        |      |
| Ki                    | 04       | Andrea Dovizioso | Ducati  | 14    | Kicsúszás     | 1        |      |
| Ki                    | 9        | Danilo Petrucci  | Ducati  | 14    | Motorhiba     | 9        |      |
| Ki                    | 35       | Cal Crutchlow    | Honda   | 14    | Kicsúszás     | 5        |      |
| Ki                    | 68       | Yonny Hernández  | Ducati  | 12    | Kicsúszás     | 6        |      |
| HIVATALOS VÉGEREDMÉNY |          |                  |         |       |               |          |      |

## Moto2

### Időmérő
A Moto2 időmérőjét június 25-én, délután rendezték.
| Moto2 időmérő         | Moto2 időmérő | Moto2 időmérő       | Moto2 időmérő | Moto2 időmérő | Moto2 időmérő |
| Helyezés              | Rajtszám      | Versenyző           | Motor         | Idő           | Körök         |
| --------------------- | ------------- | ------------------- | ------------- | ------------- | ------------- |
| 1.                    | 12            | Thomas Lüthi        | Kalex         | 1:37,954      | 10            |
| 2.                    | 5             | Johann Zarco        | Kalex         | 1:38,402      | 9             |
| 3.                    | 77            | Dominique Aegerter  | Kalex         | 1:38,449      | 11            |
| 4.                    | 22            | Sam Lowes           | Kalex         | 1:38,494      | 8             |
| 5.                    | 21            | Franco Morbidelli   | Kalex         | 1:38,544      | 9             |
| 6.                    | 30            | Nakagami Takaaki    | Kalex         | 1:38,615      | 17            |
| 7.                    | 11            | Sandro Cortese      | Kalex         | 1:38,631      | 9             |
| 8.                    | 40            | Álex Rins           | Kalex         | 1:38,873      | 13            |
| 9.                    | 94            | Jonas Folger        | Kalex         | 1:39,076      | 14            |
| 10.                   | 7             | Lorenzo Baldassarri | Kalex         | 1:39,259      | 12            |
| 11.                   | 44            | Miguel Oliveira     | Kalex         | 1:39,294      | 16            |
| 12.                   | 54            | Mattia Pasini       | Kalex         | 1:39,322      | 15            |
| 13.                   | 73            | Álex Márquez        | Kalex         | 1:39,337      | 11            |
| 14.                   | 19            | Xavier Siméon       | Speed Up      | 1:39,432      | 15            |
| 15.                   | 60            | Julián Simón        | Speed Up      | 1:39,513      | 14            |
| 16.                   | 24            | Simone Corsi        | Speed Up      | 1:39,555      | 8             |
| 17.                   | 23            | Marcel Schrötter    | Kalex         | 1:39,647      | 9             |
| 18.                   | 52            | Danny Kent          | Kalex         | 1:39,663      | 13            |
| 19.                   | 49            | Axel Pons           | Kalex         | 1:39,778      | 14            |
| 20.                   | 55            | Hafizh Syahrin      | Kalex         | 1:39,840      | 14            |
| 21.                   | 10            | Luca Marini         | Kalex         | 1:40,545      | 16            |
| 22.                   | 70            | Robin Mulhauser     | Kalex         | 1:40,933      | 13            |
| 23.                   | 2             | Jesko Raffin        | Kalex         | 1:40,935      | 10            |
| 24.                   | 32            | Isaac Viñales       | Tech 3        | 1:41,119      | 13            |
| 25.                   | 97            | Xavi Vierge         | Tech 3        | 1:41,898      | 11            |
| 26.                   | 87            | Remy Gardner        | Kalex         | 1:42,629      | 14            |
| 27.                   | 57            | Edgar Pons          | Kalex         | 1:44,229      | 13            |
| HIVATALOS VÉGEREDMÉNY |               |                     |               |               |               |

### Futam
A Moto2 futamát június 5-én, délután rendezték. Lüthi jó rajtott vett és tartotta meg a vezető helyét, ellenben Zarcóval, aki helyét Aegerter vette át. Zarcóhoz hasonlóan Rins versenye sem kezdődött jól, egészen a tizedik helyig esett vissza. Lüthi nem tudta sokáig megtartani a vezetést, Morbidelli már a második körben megelőzte a svájcit. Miközben Baldassarri és Lowes egymással harcoltak, Nakagami jó tempót diktált, majd nyolc körrel a rajt után az élen találta magát. A japán ellépett a mezőnytől, amelyet Zarco, Lüthi, Baldassarri és Lowes alkotott. Aegerter nem bírta a vetélytársak tempóját, lassan kezdett leszakadozni. 10 körrel a leintés előtt Nakagami már több, mint három másodperces előnnyel vezetett Zarco előtt, akit immáron csak ketten üldöztek, hiszen Lüthi csapattársához hasonlóna lassabb köröket futott. Már csak hat kör volt hátra a futamból, amikor is megérkeztek az esőfelhők a pálya fölé. Az eső meg is zavarta Lüthit, aki a pálya középső részén dobta el a motorját. A vizesedő pálya jót tett Zarcónak, a francia közelíteni kezdett Nakagamihoz, de csatára már nem tudott kelni vele, hiszen az eső miatt a szervezők piros zászlóval vetettek véget a versenynek. Nakagami így első Moto2-es győzelmét szerezte meg Zarco előtt, Morbidelli pedig idén először állhatott fel a dobogóra. Lowes negyedik lett Baldassarri előtt, ők Rinst előzték meg, aki a hatodik helyének köszönhetően elveztette a vezetését az összetettben.
| Helyezés              | Rajtszám | Versenyző           | Csapat   | Körök | Idő/Különbség | Rajthely | Pont |
| --------------------- | -------- | ------------------- | -------- | ----- | ------------- | -------- | ---- |
| 1.                    | 30       | Nakagami Takaaki    | Kalex    | 21    | 34:33,948     | 6        | 25   |
| 2.                    | 5        | Johann Zarco        | Kalex    | 21    | +2,435        | 2        | 20   |
| 3.                    | 21       | Franco Morbidelli   | Kalex    | 21    | +5,670        | 5        | 16   |
| 4.                    | 22       | Sam Lowes           | Kalex    | 21    | +7,069        | 4        | 13   |
| 5.                    | 7        | Lorenzo Baldassarri | Kalex    | 21    | +7,883        | 10       | 11   |
| 6.                    | 40       | Álex Rins           | Kalex    | 21    | +9,215        | 8        | 10   |
| 7.                    | 24       | Simone Corsi        | Speed Up | 21    | +9,482        | 16       | 9    |
| 8.                    | 73       | Álex Márquez        | Kalex    | 21    | +15,004       | 13       | 8    |
| 9.                    | 77       | Dominique Aegerter  | Kalex    | 21    | +15,227       | 3        | 7    |
| 10.                   | 94       | Jonas Folger        | Kalex    | 21    | +15,404       | 9        | 6    |
| 11.                   | 19       | Xavier Siméon       | Speed Up | 21    | +16,374       | 14       | 5    |
| 12.                   | 11       | Sandro Cortese      | Kalex    | 21    | +16,567       | 7        | 4    |
| 13.                   | 23       | Marcel Schrötter    | Kalex    | 21    | +24,770       | 17       | 3    |
| 14.                   | 52       | Danny Kent          | Kalex    | 21    | +25,017       | 18       | 2    |
| 15.                   | 44       | Miguel Oliveira     | Kalex    | 21    | +25,542       | 11       | 1    |
| 16.                   | 60       | Julián Simón        | Speed Up | 21    | +25,729       | 15       |      |
| 17.                   | 97       | Xavi Vierge         | Tech 3   | 21    | +34,115       | 25       |      |
| 18.                   | 2        | Jesko Raffin        | Kalex    | 21    | +34,180       | 23       |      |
| 19.                   | 54       | Mattia Pasini       | Kalex    | 21    | +34,764       | 12       |      |
| 20.                   | 87       | Remy Gardner        | Kalex    | 21    | +41,438       | 26       |      |
| 21.                   | 32       | Isaac Viñales       | Tech 3   | 21    | +42,058       | 24       |      |
| 22.                   | 70       | Robin Mulhauser     | Kalex    | 21    | +48,683       | 22       |      |
| 23.                   | 57       | Edgar Pons          | Kalex    | 21    | +56,096       | 27       |      |
| Ki                    | 12       | Thomas Lüthi        | Kalex    | 18    | Kicsúszás     | 1        |      |
| Ki                    | 10       | Luca Marini         | Kalex    | 17    | Kiállt        | 21       |      |
| Ki                    | 55       | Hafizh Syahrin      | Kalex    | 14    | Kiállt        | 20       |      |
| Ki                    | 49       | Axel Pons           | Kalex    | 4     | Kiállt        | 19       |      |
| HIVATALOS VÉGEREDMÉNY |          |                     |          |       |               |          |      |

## Moto3

### Időmérő
A Moto3 időmérőjét június 25-én, délután rendezték. 
| Moto3 időmérő         | Moto3 időmérő | Moto3 időmérő          | Moto3 időmérő | Moto3 időmérő | Moto3 időmérő |
| Helyezés              | Rajtszám      | Versenyző              | Motor         | Idő           | Körök         |
| --------------------- | ------------- | ---------------------- | ------------- | ------------- | ------------- |
| 1.                    | 33            | Enea Bastianini        | Honda         | 1:42,463      | 16            |
| 2.                    | 16            | Andrea Migno           | KTM           | 1:42,516      | 16            |
| 3.                    | 8             | Nicolò Bulega          | KTM           | 1:42,529      | 14            |
| 4.                    | 5             | Romano Fenati          | KTM           | 1:42,582      | 14            |
| 5.                    | 41            | Brad Binder            | KTM           | 1:42,599      | 19            |
| 6.                    | 58            | Juan Francisco Guevara | KTM           | 1:42,644      | 18            |
| 7.                    | 64            | Bo Bendsneyder         | KTM           | 1:42,655      | 18            |
| 8.                    | 20            | Fabio Quartararo       | KTM           | 1:42,703      | 17            |
| 9.                    | 4             | Fabio Di Giannantonio  | Honda         | 1:42,724      | 15            |
| 10.                   | 21            | Francesco Bagnaia      | Mahindra      | 1:42,746      | 17            |
| 11.                   | 19            | Gabriel Rodrigo        | KTM           | 1:42,792      | 15            |
| 12.                   | 48            | Lorenzo Dalla Porta    | Honda         | 1:42,887      | 19            |
| 13.                   | 23            | Niccolò Antonelli      | Honda         | 1:42,911      | 16            |
| 14.                   | 95            | Jules Danilo           | Honda         | 1:42,959      | 17            |
| 15.                   | 65            | Philipp Öttl           | KTM           | 1:42,968      | 18            |
| 16.                   | 44            | Arón Canet             | Honda         | 1:43,214      | 9             |
| 17.                   | 55            | Andrea Locatelli       | KTM           | 1:43,235      | 18            |
| 18.                   | 36            | Joan Mir               | KTM           | 1:43,368      | 18            |
| 19.                   | 11            | Livio Loi              | Honda         | 1:43,399      | 16            |
| 20.                   | 40            | Darryn Binder          | Mahindra      | 1:43,407      | 17            |
| 21.                   | 17            | John McPhee            | Peugeot       | 1:43,515      | 16            |
| 22.                   | 6             | María Herrera          | KTM           | 1:43,641      | 18            |
| 23.                   | 10            | Alexis Masbou          | Peugeot       | 1:43,647      | 15            |
| 24.                   | 89            | Khairul Idham Pawi     | Honda         | 1:43,692      | 18            |
| 25.                   | 84            | Jakub Kornfeil         | Honda         | 1:43,692      | 17            |
| 26.                   | 24            | Szuzuki Tacuki         | Mahindra      | 1:43,754      | 15            |
| 27.                   | 12            | Albert Arenas          | Mahindra      | 1:43,873      | 17            |
| 28.                   | 43            | Stefano Valtulini      | Mahindra      | 1:44,699      | 17            |
| 29.                   | 7             | Adam Norrodin          | Honda         | 1:45,024      | 11            |
| 30.                   | 3             | Fabio Spiranelli       | Mahindra      | 1:45,149      | 18            |
| 31.                   | 77            | Lorenzo Petrarca       | Mahindra      | 1:45,153      | 18            |
| 32.                   | 22            | Danny Webb             | Mahindra      | 1:45,225      | 18            |
| HIVATALOS VÉGEREDMÉNY |               |                        |               |               |               |

### Futam
A Moto3 futamát június 26-án, délelőtt rendezték. Bastianinit a rajtnál átugrotta Fenati, sőt miközben az első helyért küzdött még Binder is elment mellette. A második körben Rodrigo bukott, majd a mögötte haladó Quartararo eltalálta a motorját és ő is nagyot esett. Eközben az élen kialakult egy 14 fős boly, mely élén Bagnaia és Fenati harcolt a vezető helyért, majd Di Giannantonio is felért rájuk. A hetedik körre a rosszul kvalifikáló Canet próbált meg fölérni a mezőnyre, de az utolsó kanyarban bukott, majd a motorja átpattant Guevara feje fölött, de ő sem tudta elkerülni az esést. A következő körökre Bulega és Migno is felzárkóztak immáron a vezető ötösre. Hat körrel a bukás után Masbou és Szuzuki is kicsúszott, véget vetve ezzel a versenyüknek. 4 körrel a verseny vége előtt a pole-pozícióból rajtoló Bastianini is esett, de ekkor már csak a 11. helyen haladt. Egy körrel később az utolsó kanyar előtt Binder alatt indult meg a motor, de gyönyörűen megfogta, ennek ellenére a 14. helyre tudott csak visszatérni. Az utolsó kört megkezdve az első hat versenyzőt csak tizedek választották el egymástól, mindenki esélyes volt a győzelemre. A kör végén már nem sokan tudták a pályán tartani a motort, Migno a külső íven, de a pályán kívül előzött és vette át a vezetést. A célegyenesre kanyarodva azonban Bagnaia tudott kigyorsítani a legjobban és szerezte meg a saját és a Mahindra első győzelmét Migno és Di Giannantonio előtt. Migno előzését azonban a versenyigazgatóság nam tartotta szabályosnak, ezért a pozícióját át kellett adnia a harmadik helyezett számára.
| Helyezés              | Rajtszám | Versenyző              | Csapat   | Körök | Idő/Különbség | Rajthely | Pont |
| --------------------- | -------- | ---------------------- | -------- | ----- | ------------- | -------- | ---- |
| 1.                    | 21       | Francesco Bagnaia      | Mahindra | 22    | 38:11,535     | 10       | 25   |
| 2.                    | 4        | Fabio Di Giannantonio  | Honda    | 22    | +0,039        | 9        | 20   |
| 3.[1]                 | 16       | Andrea Migno           | KTM      | 22    | +0,018        | 2        | 16   |
| 4.                    | 5        | Romano Fenati          | KTM      | 22    | +0,084        | 4        | 13   |
| 5.                    | 23       | Niccolò Antonelli      | Honda    | 22    | +0,136        | 13       | 11   |
| 6.                    | 95       | Jules Danilo           | Honda    | 22    | +0,161        | 14       | 10   |
| 7.                    | 8        | Nicolò Bulega          | KTM      | 22    | +0,826        | 3        | 9    |
| 8.                    | 36       | Joan Mir               | KTM      | 22    | +0,839        | 21       | 8    |
| 9.                    | 64       | Bo Bendsneyder         | KTM      | 22    | +1,023        | 7        | 7    |
| 10.                   | 48       | Lorenzo Dalla Porta    | Honda    | 22    | +1,038        | 12       | 6    |
| 11.                   | 65       | Philipp Öttl           | KTM      | 22    | +1,153        | 15       | 5    |
| 12.                   | 41       | Brad Binder            | KTM      | 22    | +12,169       | 5        | 4    |
| 13.                   | 84       | Jakub Kornfeil         | Honda    | 22    | +15,641       | 23       | 3    |
| 14.                   | 6        | María Herrera          | KTM      | 22    | +18,518       | 22       | 2    |
| 15.                   | 11       | Livio Loi              | Honda    | 22    | +18,549       | 18       | 1    |
| 16.                   | 17       | John McPhee            | Peugeot  | 22    | +18,602       | 20       |      |
| 17.                   | 40       | Darryn Binder          | Mahindra | 22    | +36,919       | 19       |      |
| 18.                   | 43       | Stefano Valtulini      | Mahindra | 22    | +41,562       | 27       |      |
| 19.                   | 7        | Adam Norrodin          | Honda    | 22    | +41,647       | 29       |      |
| 20.                   | 77       | Lorenzo Petrarca       | Mahindra | 22    | +54,639       | 31       |      |
| 21.                   | 3        | Fabio Spiranelli       | Mahindra | 22    | +55,295       | 30       |      |
| 22.                   | 22       | Danny Webb             | Mahindra | 22    | +1:04,271     | 32       |      |
| Ki                    | 33       | Enea Bastianini        | Honda    | 18    | Kicsúszás     | 1        |      |
| Ki                    | 55       | Andrea Locatelli       | KTM      | 18    | Kicsúszás     | 17       |      |
| Ki                    | 10       | Alexis Masbou          | Peugeot  | 12    | Kicsúszás     | 26       |      |
| Ki                    | 24       | Szuzuki Tacuki         | Mahindra | 12    | Kicsúszás     | 24       |      |
| Ki                    | 58       | Juan Francisco Guevara | KTM      | 7     | Kiállt        | 6        |      |
| Ki                    | 44       | Arón Canet             | Honda    | 6     | Baleset       | 16       |      |
| Ki                    | 19       | Gabriel Rodrigo        | KTM      | 1     | Baleset       | 11       |      |
| Ki                    | 20       | Fabio Quartararo       | KTM      | 1     | Baleset       | 8        |      |
| Ki                    | 89       | Khairul Idham Pawi     | Honda    | 1     | Kicsúszás     | 28       |      |
| Ki                    | 12       | Albert Arenas          | Mahindra | 0     | Kicsúszás     | 25       |      |
| HIVATALOS VÉGEREDMÉNY |          |                        |          |       |               |          |      |

Megjegyzések:
- ↑ 1:  Andrea Migno eredetileg a második helyen ért célba, de illegális előzésért át kellett adnia a pozícióját Di Giannantoniónak.